# Секретные дневники Улисса Мура
«Секре́тные дневники́ У́лисса Му́ра» (англ. The secret diaries of Ulysses Moore) — серия книг про путешествие трёх подростков во времени и пространстве, написанная итальянским писателем Пьердоменико Баккаларио в 2004-2015 годах.
Оригинал серии книг-дневников продолжает издаваться в Италии. Также книги переведены более чем на 20 мировых языков, включая английский, русский, турецкий, корейский, тайский, польский, португальский, испанский, индонезийский, французский, немецкий, табасаранский и греческий. Первые четыре романа были опубликованы в англоязычном переводе нью-йоркским издательством Scholastic.

## Концепция серии
По сюжету, автором серии считается Улисс Мур, проживающий на вилле Арго в Килморской бухте, графство Корнуэлл, Англия. Изначально рукопись была зашифрована. Перевод и адаптацию осуществил сотрудник Издательства, который считается переводчиком «Секретных дневников Улисса Мура». Он осуществлял перевод «Секретных дневников» в отеле «Замок на скале» в Зенноре, графство Корнуэлл.

Изначально планировалось издать шестнадцать дневников, но потом их количество в Италии достигло восемнадцати, последний из них был издан в 2016 году. Дневники описывают события, произошедшие совсем недавно в Англии, в Килморской бухте, с тремя детьми — близнецами Джейсоном и Джулией Кавенантами и Риком Баннером.

## Издание в России
В России на данный момент переведено и издано 13 из 18 книг-дневников.

## Содержание дневников

### Первая тетрадь «Ключи от времени»
Это первый из секретных дневников Улисса Мура, найденных на старинной вилле «Арго».

### Вторая тетрадь «Лавка забытых карт»
Вторая тетрадь Улисса Мура рассказывает о приключениях Джейсона Кавенанта и Рика Баннера в древнем Египте, в городе Пунто, где в храме «Дом жизни» хранится коллекция, содержащая все знания древнего мира. Ребята пытаются разгадать загадку Улисса Мура и ищут карту Килморской бухты, которая хранится в Комнате, которой нет. Кроме них в Пунто проникает коварная Обливия Ньютон, которая также охотится за картой. Марук помогает ребятам в сложившейся ситуации. Джулия возвращается домой, где у неё возникают проблемы с Манфрендом.

### Третья тетрадь «Дом зеркал»
Странная атмосфера царит в Килморской бухте. Тут стоит статуя короля, который никогда не существовал, местный вокзал пустует, железная дорога ведёт в никуда, её рельсы внезапно обрываются, здесь невозможно выйти в Интернет и не работают мобильные телефоны. Похоже, название городка удалено со всех географических карт специально, чтобы об этом месте никто не узнал. На этот раз приключения Джейсона, Джулии и Рика начинаются в Доме с зеркалами — загадочном строении Питера Дедалуса, гениального изобретателя, бесследно исчезнувшего много лет назад, — в Доме, где ничто не является тем, чем кажется…

### Четвёртая тетрадь «Остров Масок»
Сенсация! Не может быть! Неужели загадочная Килморская бухта наконец-то найдена?! Перед вами четвёртая часть дневника таинственно исчезнувшего Улисса Мура. Разгадка уже близко, а героев снова ждут невероятные приключения. На этот раз они оказываются в Венеции XVIII века. Им нужно найти Первый ключ, а заодно узнать загадку Чёрного Гондольера, о котором, похоже, никто ничего не слышал…

### Пятая тетрадь «Каменные стражи»
Кто такой на самом деле Улисс Мур? Джейсон, Джулия и Рик вот-вот узнают это. Но Обливия и Манфред, оставшийся в живых после очередного падения с утёса, тоже вот-вот осуществят свою мечту: проникнут на виллу «Арго» и пройдут сквозь Дверь времени. Чтобы остановить их, ребятам нужно найти Блэка Вулкана, старого друга Улисса, который водил поезда в Килморской бухте, и завладеть Первым ключом. Их ожидает новое путешествие. На этот раз в двенадцатый век, в Сад вечной молодости.

### Шестая тетрадь «Первый ключ»
Улисс Мур жив… Он всё время находился на вилле «Арго», рядом с Джейсоном и Джулией. Рик узнал об этом, придя в дом Нестора, старого садовника. Близнецы между тем пытаются выбраться из Средневековья, где застряли вместе с Обливией Ньютон и её прихвостнем Манфредом. И все желают одного и того же: найти Первый ключ. Только он один способен открыть любые Двери Времени…

### Седьмая тетрадь «Затерянный город»
Венеция. В реставрируемом доме Анита Блум находит тетрадь с загадочными рисунками, перемежающимися непонятными записями. Что это за таинственный шифр, столь схожий с записями в секретных дневниках Улисса Мура? Есть только один способ узнать это — отправиться в спрятанный город в Корнуолле, а для этого обратиться за помощью к отважным путешественникам во времени Джейсону, Джулии и Рику.

### Восьмая тетрадь «Властелин молний»
Анита, Рик и Джейсон втайне отправляются на поиски Умирающего города. В Килморской бухте тем временем Джулия срочно ищет записную книжку Мориса Моро, чтобы связаться с друзьями и помочь им. Ребята и в самом деле оказались в трудном положении. Поджигатели и их главарь Маляриус Войнич хотят уничтожить страну, описанную Муром, используя самое опасное оружие, — огонь…

### Девятая тетрадь «Лабиринт теней»
Всё ближе к разгадке… Новые захватывающие приключения ожидают ребят!
Анита, Джейсон и Рик переступают порог Двери времени в Умирающем городе и попадают в подземный мир, мрачный, темный, неприятный. 
Так начинается трудный спуск в чрево Земли, в самую сердцевину всех Воображаемых мест — в Лабиринт. Именно здесь скрыта тайна строителей дверей, и кто знает, какими опасностями обернётся этот спуск для троицы отчаянных смельчаков…

### Десятая тетрадь «Ледяная страна»
Вернувшись в Килморскую бухту, Джейсон, Джулия, Анита и Рик узнают тревожную новость: среди жителей города таится предатель — кто-то, всё время остающийся в тени и строящий козни. Теперь, с помощью поджигателей, он намеревается отомстить. Цепочка следов приводит Джейсона туда, где хранятся ответы на все вопросы, — в Агарти, легендарный город, затерянный среди ледников, куда никто, даже Улисс Мур, ещё не мог добраться…

### Одиннадцатая тетрадь «В жерле вулкана»
В океане Времени есть затерянный остров — дикий, негостеприимный, и убежать откуда невозможно. Улисс Мур ни за что не хотел бы возвратиться туда, но у него нет выбора, потому что именно там находится ключ, с помощью которого можно отыскать Пенелопу. 
Улисс Мур ещё не знает, что уже разворачивается целая цепь событий и, желая отомстить ему, возвращается из прошлого самый опасный его враг. 
Настал момент, когда путешественникам-фантазёрам придется выдержать решительное испытание…

### Двенадцатая тетрадь «Клуб путешественников-фантазёров»
В Килморской бухте начинается самый долгий день. Пока дождь застилает всё вокруг плотной серой пеленой, спокойствие в гавани нарушают гром и внезапные огненные вспышки. Но это не гроза и не молнии — это непрекращающиеся залпы восьми пушек «Мэри Грей», легендарного судна капитана Спенсера. Пират сводит счеты с близнецами Джейсоном и Джулией Кавенант. Ребятам пришлось сразиться с самым страшным врагом без помощи Улисса Мура, которому до сих пор не удавалось одолеть его…

### Тринадцатая тетрадь «Корабль времени»
Действие разворачивается между новыми героями истории. Мюррей, Мина, Коннор и Шен случайно находят странный корабль, севший на мель недалеко от их городка. Корабль удивительно похож на драккар — старинное судно викингов, но с разорванным парусом и с названием, начертанном греческими буквами: «Метис». На борту корабля ребята находят следы загадочных происшествий, странный куб, весь покрытый цифрами, и блокнот с написанными на обложке словами: «Улисс Мур, заметки для тринадцатой книги»…
Четверо друзей решают отправиться в море, и корабль приведёт их туда, куда их ещё не уносило воображение и фантазия.

### Четырнадцатая тетрадь «Путешествие в Тёмные гавани» (Viaggio nei porti oscuri)
Не издана на русском языке.

### Пятнадцатая тетрадь «Пираты Моря иллюзий» (I pirati dei mari immaginari)
Не издана на русском языке.

### Шестнадцатая тетрадь «Лагерь повстанцев» (L'isola dei ribelli)
Не издана на русском языке.

### Семнадцатая тетрадь «Время битвы» (L'ora della battaglia)
Не издана на русском языке.

### Восемнадцатая тетрадь «Большое лето» (La grande estate)
Не издана на русском языке.

## Главные герои

### Улисс Мур
Один из персонажей серии книг «Секретные дневники Улисса Мура». Бывший хозяин виллы Арго. С его именем связано много легенд Килморской бухты. Он прожил на вилле 40 лет, и никто никогда не видел его. Он никогда не появлялся на людях, никогда не покидал пределы виллы. Жители Килморской бухты полагают, что это связано с огромным шрамом через всё лицо. Был женат. Детей нет. Жена Пенелопа умерла несколько лет назад, упав с утёса, по словам садовника Нестора. К моменту описываемых событий — мёртв для всех. О том, что его смерть — мистификация знает только садовник Нестор. Цель мистификации — чтобы на вилле появились дети, которые смогут путешествовать во времени и пространстве на корабле Метис. Именно поэтому дает распоряжение садовнику продать дом семье, в которой как минимум двое детей. Большой знаток старинных языков, обладатель обширной библиотеки об утраченных языках, кодах, зашифрованных надписях, в том числе книги «Словарь забытых языков», которая становится незаменимым помощником для главных героев серии. Позже становится известно, что садовник Нестор и есть Улисс Мур.
- Автор посланий-загадок:

Во мраке грота воспользуйся землею-светом, она озарит флотилию, которая доставит тебя, куда повелишь.

Если четверкой случайно откроешь, тройка укажет слово, двойка приведет к смерти, единица отправит вниз.

### Джейсон Кавенант
Один из главных героев серии книг «Секретные дневники Улисса Мура». Брат-близнец Джулии Кавенант. 11 лет, светловолосый, с ямочками на щеках. До приезда на виллу Арго не мог помыслить жизнь без Интернета. К моменту начала истории верит в призраков, любит представлять себя исследователем, охотником за привидениями, не расстается с книгой «Учебник Страшных существ». Именно он обращает внимание всех на странные звуки, которые доносятся со второго этажа. Именно он находит коробку со странными шариками и запиской на непонятном языке. Именно он находит Дверь времени. Именно он находит таинственный грот. Именно он догадывается, как управлять Метисом — кораблем, который может доставить куда угодно. Оптимист. Рисковый. С сильно развитой интуицией. Влюблен в Аниту Блум, впервые поцеловал её в восьмой книге.

### Джулия Кавенант
Одна из главных героев серии книг «Секретные дневники Улисса Мура». Сестра-близнец Джейсона Кавенант. 11 лет, светловолосая, с ямочками на щеках, ростом чуть выше брата. Разумная, земная, практичная, скептичная, саркастичная. Любит контролировать ситуации, но ситуация всегда выходит из-под её контроля. Не любит овощи, зато ей нравится Рик Баннер.

### Рик Баннер
Один из главных героев серии книг «Секретные дневники Улисса Мура». 12 лет, рыжие волосы. Коренной житель Килморской бухты, давно мечтавший попасть на виллу Арго. Дети новых хозяев виллы Джейсон и Джулия Кавенант оказываются в одном классе с Риком и заводят дружбу. Приглашенный в гости к Кавенантам, Рик вовлечен в приключения, связанные с тайнами виллы Арго. Главный и непререкаемый авторитет — отец, погибший в море 2 года назад. Мальчик все время вспоминает его наставления, которые характеризуют погибшего отца как мужественного и сильного человека. В школе имеет репутацию тихого спокойного мальчика. Рик незаменим в вопросах помощи, поддержки, находчивости, сообразительности и выхода из критических ситуаций. Он всегда собран, решителен и серьезен. Владеет множеством знаний по истории, географии, биологии. Человек дела. Отлично развитое логическое мышление. Влюблён в Джулию Кавенант. В четвёртой тетради впервые поцеловал её.

### Нестор
Один из персонажей серии книг «Секретные дневники Улисса Мура». Старый садовник на вилле Арго. Долгие годы служил у Улисса Мура и его жены. Любит детей. Не строг с ними, не контролирует, не опекает. Иногда говорит сам с собой, в основном о том, что рад появлению детей в доме. Вкусно готовит. Носит аккуратную бороду. Хромает. Основная роль в книге — выполнение поручений Улисса Мура. В пятой тетради Рик узнает, что Нестор и есть Улисс Мур.

### Обливия Ньютон
Она же Мисс Нежнейший Аромат, Мисс Оранжевые Перчатки, Мисс Рыжая Фурия, Повелительница пиратов. Одна из персонажей серии книг «Секретные дневники Улисса Мура». Молодая рыжеволосая обворожительная женщина с длинными ресницами. Руководит крупным агентством недвижимости. Её главный интерес — деньги. В первой книге хочет заполучить виллу Арго, во второй — охотится за картой Килморской бухты. С первым же её появлением в книге связана катастрофа — её машина сбивает Рика Баннера, который едет на велосипеде в виллу Арго. Всегда шикарно одета, любит дорогие украшения. Живёт за пределами Килморской бухты. Считается погибшей в конце шестой книги.

### Анита Блум
Впервые появляется в седьмой книге Улисса Мура "Затерянный город". В восьмой книге ей 13 лет, у нее черные волосы и большие глаза. В реставрируемом доме Анита находит тетрадь с загадочными рисунками, перемежающимися непонятными записями. Что это за таинственный шифр, столь схожий с записями в секретных дневниках Улисса Мура? Она решает отправиться в Килморскую бухту, чтобы обратиться за помощью к Джейсону, Джулии и Рику. Вместе с Джейсоном и Риком (Джулия заболела коклюшем и не смогла отправиться с ребятами) она направляется искать умирающий город - Аркадию. Анита решительная, рассудительная, но вместе с этим довольно дерзкая. Ей нравится Джейсон Кавенант.

## Место действия в серии книг

### Килморская бухта
Живописное место в графстве Корнуэлл (Англия), где располагается вилла Арго и последние известные Двери времени. Об этом месте ходят легенды. Услышав одну из них, сотрудник Издательства отправляется на поиски Килморской бухты, но находит лишь баул с тетрадями на непонятном языке.

### Вилла Арго
Место действия серии книг «Секретные дневники Улисса Мура». Дом на вершине скалы, покрытой морской солью, которую моряки прозвали Соленый утес. Этому дому больше тысячи лет, когда-то здесь была средневековая башня. Последние 40 лет этот дом принадлежал Улиссу Муру и его жене. После фиктивной смерти Улисса Мура виллу Арго покупает семья Кавенант: муж, жена и двое близнецов — Джейсон и Джулия. Внутри вилла Арго представляет собой лабиринт небольших комнат, обставленных со вкусом. На первом этаже — кирпичная гостиная, которая сохраняет свой вид уже тысячу лет. Именно здесь находится Дверь времени, исцарапанная, со следами многочисленных попыток взлома и поджога. Вдоль лестницы на второй этаж — портреты прежних хозяев. Дети не обнаруживают среди них портрета Улисса Мура. Согласно плану виллы, составленному Джейсоном и Джулией Кавенант и Риком Баннером, на вилле три камина (один на кухне, второй в гостиной, третий снаружи), три ванных комнаты, две столовые, четыре гостиных, пять спален, библиотека, читальный зал, рабочий кабинет. Есть огромный подвал, уставленный старой мебелью. Кроме того, есть ещё так называемая комната-маяк, в башенке на самом верху лестницы. По свидетельству Рика Баннера, Улисс Мур часто сидел здесь ночами, поскольку свет всегда горел допоздна. Это комната с зеркальной дверью, чисто прибрана, на полках дети находят коллекцию моделей кораблей. В скале, на которой стоит вилла, имеется древнейший грот, где стоит корабль Метис, на котором можно отправиться куда угодно, стоит лишь только пожелать.

## Артефакты

### Двери времени
Волшебные двери, которые открывают проход в другое время и пространство. Последние известные Двери Времени находятся в Килморской Бухте. Двери времени невозможно открыть никак иначе, кроме как особыми ключами, причем для каждой двери такой ключ свой. Взломать, поджечь или выломать Дверь времени невозможно, но многие пытались, именно поэтому сейчас они выглядят несколько пугающе. Дверь времени впускает и выпускает только равное число людей. Если по каким-либо причинам путешественник возвращается в Килморскую бухту и в своё время, то он не сможет войти снова в другое время и пространство до тех пор, пока не вернутся его спутники.
В стене старинной комнаты виллы Арго находится единственная дверь, которая ведет не в другое время и пространство, а к гроту, где стоит корабль Метис. Этот корабль способен доставить путешественников в любое загаданное ими место. Эту дверь открывают четыре ключа с головками в виде волка, хамелеона, оленя и дятла.
Всего дверей девять:
1. Дверь на вилле Арго, которая ведет к кораблю «Метис», который ведет к любому магическому месту;
2. Дверь в книжном магазине «Остров Калипсо», которая ведет в Атлантиду (Дверь в лавке "Хорошие книги, вернувшиеся из моря", заменившая Дверь в Атлантиду, ведет в Аркадию);
3. Дверь в доме мисс Бигглз, которая ведет в Египет;
4. Дверь в Черепашем парке, которая ведет к Агарти (Китай);
5. Дверь в кондитерской лавке «Лакомка», которая ведет в Эльдорадо;
6. Дверь в маяке Леонардо Минаксо которая ведет в Сибирь;
7. Дверь в Доме Зеркал, которая ведет в Венецию;
8. Дверь в локомотиве поезда «Клио», которая ведет в средневековый сад священника Джанни;
9. Дверь в Аркадии, ведущая в Лабиринт времени — не достроена.

Волшебные ключи из серии книг «Секретные дневники Улисса Мура». Предназначены для Дверей времени. Для каждой двери — свой ключ с кружевной рукояткой:
- Четыре ключа, открывают Дверь времени на вилле Арго: на их рукоятках волк, хамелеон, олень и дятел;
- Ключ с изображением кота, который открывает Дверь Времени в доме Миссис Бигглз;
- Ключ с головой льва, который открывает дверь в доме Зеркал;
- Ключ с головой кита, открывающий дверь в книжной лавке Калипсо. К концу 12-го дневника стал бесполезен из-за замены Двери Времени в лавке Калипсо. Заменён ключом с головкой в виде козы;
- Ключ с изображением лошади, открывающий дверь в поезде;
- Ключ с головой обезьяны, открывающий дверь в кондитерской «Лакомка»;
- Ключ с изображением дракона, открывающий дверь в черепаховом парке;
- Ключ с изображением вороны, предназначенный для открытия недостроенной двери в Аркадии;
- Ключ с изображением слона, открывающий дверь в маяке Леонардо Минаксо;
- Ключ с изображением трёх черепах, открывающий все Двери времени.